# De Prins van Oranje (Buren)
De Prins van Oranje is een walmolen in Buren, Gelderland. Het is een ronde stenen stellingmolen die als korenmolen is ingericht. De molen staat op de Molenwal en is in 1716 gebouwd als vervanging van een eerdere standerdmolen op dezelfde plaats. In 1911 brak brand uit, waarna de Prins van Oranje is hersteld en verhoogd. Bij de reparatie is gebruikgemaakt van onderdelen uit een oude oliemolen in Rotterdam, genaamd De Reus.
In 1947 werd de molen door de gemeente Buren gekocht met als doel deze voor verval te behoeden. De molen werd in 1952 uitwendig gerestaureerd, maar pas na een ingrijpende restauratie in 1974, waarbij een nieuw maalwerk werd aangebracht, was hij weer maalvaardig. In 2023 werden de wieken vervangen als onderdeel van een grote restauratie waarbij ook de stelling is vernieuwd.
De Prins van Oranje heeft twee koppels maalstenen, waarmee op vrijwillige basis graan wordt gemalen.